# Ermanarik
Ermanarik (alternativt Ermannarik, Ermenrik I, Ermerik, i Eddan Jormunrekr, hos Saxo Grammaticus Jarmericus, Ermanaricus hos Jordanes, Eormenric i Beowulf), ostrogotisk kung eller härskare fram till omkring år 375. Enligt mytbildningen härskade Ermanarik i ett vidsträckt rike från Dacien ända upp mot Östersjön.

## Historia
Den samtidiga källan om Ermenrik är Ammianus Marcellinus. I den sista boken av sin "Res Gestae " säger han vagt att Ermanarik härskade över "områden rika och vida", att han var en krigisk kung som var fruktad av folken runtomkring. Ermanarik var en kung av Greuthungi, som bodde bortom Tervingi, en annan gotisk gruppering. Ermenrik dog i samband med strider mot Hunner, Ammianus anger att han tog sitt eget liv.

## Mytbildning
Ermanarik är förebild för en rik legendbildning under de följande seklen, under olika namn.
Vissa källor hävdar att Ermanarik vid sin död år 375 skulle ha varit 110 år gammal, och avsade sig sitt rike samt dränkte sig när hunnerna anföll.
Jordanes version från 550-talet återger att i vrede över en underkonungs svek skall Ermanarik ha låtit makan Sunilda slitas sönder av hästar, varefter hennes bröder Sarus och Ammius hämnats henne och Ermanarik dött av det sår de tillfogat honom.
Quedlinburg-krönikan från slutet av 900-talet uppger att bröderna Hemidus (motsvarande Ammius hos Jordanes), Serila (motsvarande Sarus) och Adaccar högg händer och fötter av Ermanarik. Denna version ger en ansträngd kronologi; Adaccar avser antagligen Odovakar som dog drygt 100 år efter Ermanarik.

### Jormunrekssagan
Jormunrekssagan omnämns i Hamðismál och Guðrúnarhvǫt i den äldre Eddan, i Brage den gamles Ragnarsdrapa, i Völsungasagan och hos Saxo Grammaticus. Enligt denna i Eddan och Völsungasagan var Hamder son till Jonakr och Gudrun Gjukadotter (Gudrun i sin tur dotter till Gjuke). I deras hem uppfostrades också Svanhild, dotter till Gudrun och Sigurd Fafnesbane. Jormunrek friade till Svanhild med sonen Randver som sändebud, men genom svek av Bicke intalades han att sonen själv åtrådde Svanhild, varpå Jormunrek lät både Randver och Svanhild dödas.
Gudrun sände då sina söner Hamder, Sorle (motsvarande Ammius respektive Sarus) och Erp för att hämnas på Jormunrekr, men de båda första dödade Erp eftersom han inte ville ge dem sin hjälp. Väl framme hos Jormunrekr högg de av honom händer och fötter. Jormunrekr vaknade och ropade på sina hirdmän, och Hamder sade att "om Erp nu levat, hade han avhuggit huvudet". Hirdmännen kunde inte såra bröderna med sina vapen, men Oden uppenbarade sig och rådde männen att stena dem, vilket var mer verksamt. I nordisk diktning förekommer med syftning på denna episod kenningen Jonakrs söners sorg när stenar avses.